# Beat Presser
Beat Presser, né le 14 juillet 1952 à Bâle (Suisse), est un photographe suisse.

## Biographie
Dans les années 1980, Presser a travaillé en étroite collaboration avec le réalisateur Werner Herzog et l'acteur Klaus Kinski. Il a documenté la création des films Fitzcarraldo (1982) et Cobra Verde (1987). Les photos réalisées lors de la collaboration avec Herzog et Kinski ont constitué la base de plusieurs livres photo publiés par Presser et d'expositions.

## Publications
- Beat Presser, Coming attractions, 1. Auflage, IAC, Basel, 1983.
- Werner Herzog, Beat Presser, Cobra Verde. Filmbuch, 1. Auflage, Edition Stemmle, Schaffhausen, Zürich, Frankfurt/M., Düsseldorf, 1987.
- Beat Presser, Kinski. porträtiert von Beat Presser, 1. Auflage, Berlin : Parthas Verlag, 2000,  (ISBN 9783932529801)
- Beat Presser, Alpentraum, 2. Auflage, Christoph-Merian-Verlag, Basel, 2002,  (ISBN 3-85616-181-3)
- Herbert Achternbusch, Beat Presser, Werner Herzog, 1. Auflage, Jovis, Berlin 2002,  (ISBN 3-936314-31-4)
- Beat Presser, Oase der Stille, 1. Auflage, Benteli, Wabern/Bern, 2005,  (ISBN 978-3-7165-1396-5)
- Beat Presser, Kinski: fotografiert von Beat Presser ; Nikolaus Günther Nakszynski, 1. Auflage, Moser, München, 2011,  (ISBN 978-3-9814177-1-5)
- Werner Herzog, Beat Presser, Vera Pechel, Dhau: Beatus Piratus auf Sindbads Spuren, 1. Auflage, Moser, München, 2011,  (ISBN 978-3-9812344-7-3)

## Expositions

### Expositions individuelles
- 2011 : Beat Presser - Klaus Kinski en America del Sur, Museo de Arte Moderno, Bogota
- 2018 : Einmal um die Welt. Fotografien von Beat Presser, Fondation Michael Horbach, Cologne

### Expositions collectives
- 2007 : Beat Presser - Ecstatic Truth: Documenting Herzog Documenting, Slought Foundation, Philadelphie
- 2007 : Blumen für Anita, Musée Tinguely, Bâle
- 2010 : Regionale - The Village Cry, Kunsthalle Basel